# Їржи Летачек
Їржи Летачек (чеськ. Jiří Letáček;, нар. 9 січня 1999, Пардубиці, Чехія) — чеський футболіст, воротар іспанського клубу «Хетафе».

## Ігрова кар'єра

### Клубна
Їржи Летачек народився у місті Пардубиці і є вихованцем місцевого ФК «Пардубиці», де він пройшов через усі молодіжні команди. З 2018 року воротар був переведений до основного складу. За результатами сезону 2019/20 «Пардубиці» підвищився до вищого дивізіону і 13 березня 2021 року Летачек дебютував в елітному дивізіоні чемпіонату Чехії.
Сезон 2022/23 Летачек провів в оренді в клубі «Банік». Після завершення оренди воротар підписав з клубом повноцінний контракт. В сезоні 2023/24 Летачек став третім кращим воротарем чемпіонату Чехії, провівши дев'ять «сухих» матчів.
В липні 2024 року Летачек перейшов до іспанського «Хетафе», підписавши з клубом чотирирічний контракт.

### Збірна
З 2014 по 2017 роки Іржи Летачек виступав за юнацькі збірні Чехії.